# Ландхи
Ландхи (англ. Landhi) — техсил расположенный в восточной части пакистанского города Карачи, столицы провинции Синд.

## Географическое положение
Техсил граничит с Шах-Файсалом на севере вдоль реки Малир, Бин-Касимом на юго-востоке и Коранги на западе. Техсил состоит из 12 союзных советов.

## Населения
В 1998 году население техсила составляло 666 748 человек.

## Власть
- Назим — Абдул Хамид
- Наиб назим — доктор Иршад
- Администратор — Латиф Лодхи